# Marc Cherry

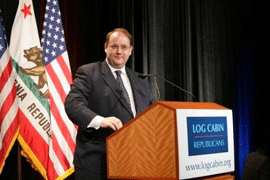
Marc Cherry

Marc Cherry (* 23. März 1962 in Los Angeles, Kalifornien) ist ein US-amerikanischer Autor und Produzent. Bekannt wurde er durch die von ihm konzipierte Serie Desperate Housewives.

## Karriere
In den 1990ern wurde er Autor und Produzent der Sitcom The Golden Girls. Cherry schrieb für die Serie und außerdem für sein kurzlebiges Spinoff Golden Palace.
Cherry war auch Mitbegründer von The Crew (1995). Er schuf 2001 Some of My Best Friends, eine auf dem Film Kiss Me, Guido basierende Comedyserie.
Cherry entsprang der bekannten Performance-Gruppe The Young Americans.

## Der Durchbruch 2004
Im Jahre 2004 inspirierte ihn ein Gespräch mit seiner Mutter, eine Sendung über das Leben von vier Hausfrauen zu entwerfen. Nachdem die Sender HBO, FOX, CBS und NBC das Konzept abgelehnt hatten, bescherte der Sender ABC Marc Cherry durch die Aufnahme der Serie in das Programm den großen Durchbruch. Das als „Dramedy“ bezeichnete Format wurde auf Anhieb bekannt und sorgte für nationale wie internationale Debatten.

## Politisches Engagement
Cherry wurde in der „Newsweek“ als „ein wenig konservativer, homosexueller Republikaner“ beschrieben.
Im Jahr 2006 wurde er von den Log Cabin Republicans mit dem American Visibility Award ausgezeichnet.

## Filmografie
- 1990–1992: Golden Girls (The Golden Girls)
- 2004–2012: Desperate Housewives
- 2013–2016: Devious Maids – Schmutzige Geheimnisse (Devious Maids)
- seit 2019: Why Women Kill